# Barış Manço

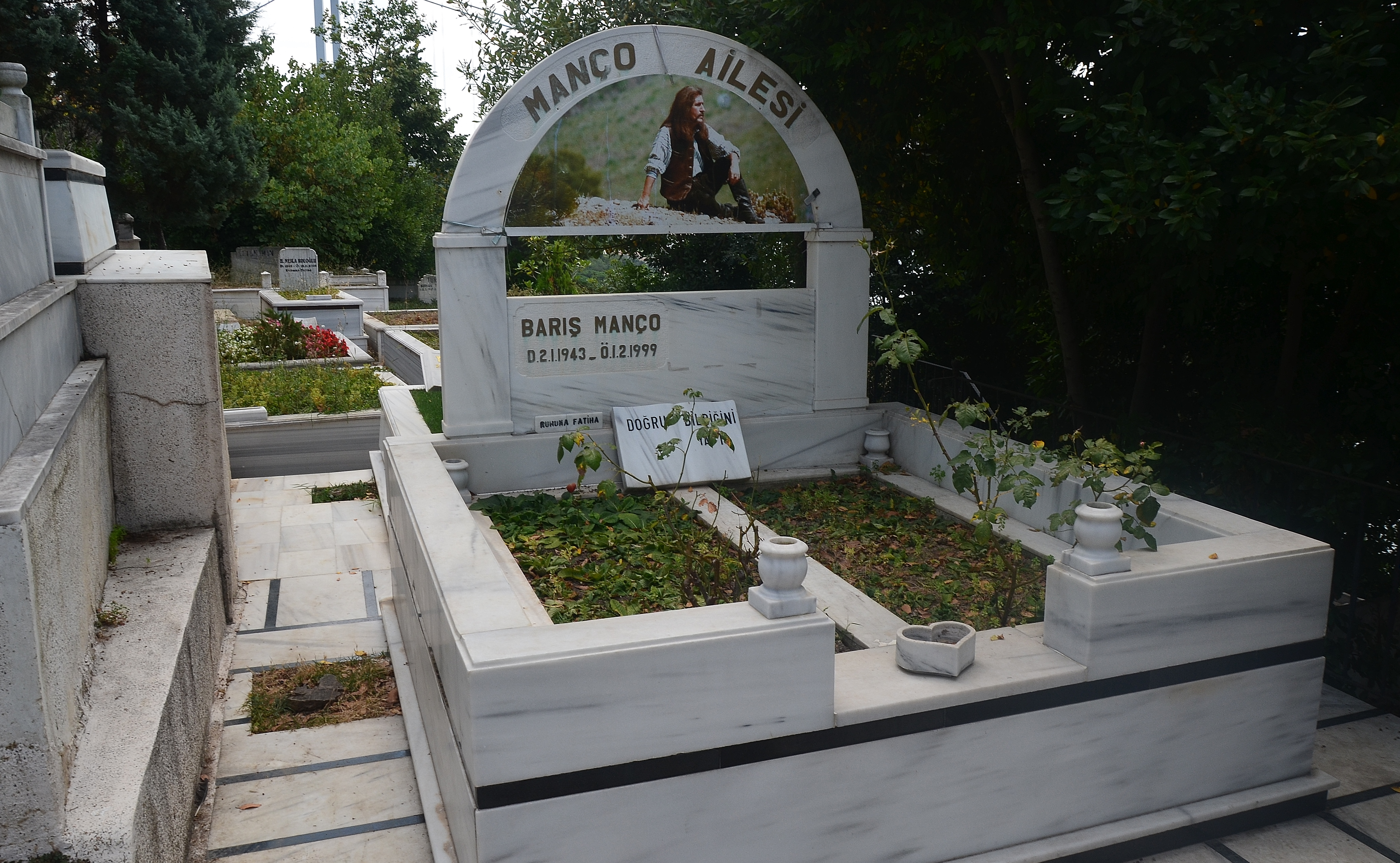
Barış Manço síremléke a Kanlıca Mezarlığı temetőben

Barış Manço (Üsküdar, 1943. január 2. – Kadıköy, 1999. február 1.) török énekes, dalszerző, televíziós személyiség, a török rockzene egyik legismertebb és legkedveltebb alakja. 1991-ben a Nemzet Művésze díjjal jutalmazta a török állam. Emlékét Isztambul Moda negyedében múzeum őrzi.

## Élete
Rikkat Uyanık török népzenész és Hakkı Manço fiaként született. Nevének jelentése „béke”, 1941-ben született bátyját Savaşnak hívják, az ő nevének jelentése „háború”. Édesanyja Zeki Müren tanára volt. Az isztambuli Galatasaray Lisesi, majd a Şişli Terakki Lisesi középiskolákba járt, egyetemi tanulmányait Belgiumban végezte.
1958-ban alapította első együttesét, a Kafadarlart (barátok). Első koncertjét a Harmoniler (harmóniák) együttessel a Galatasaray Lisesiben adta 1959-ben. Amerikai twistek és török népdalok rock and roll feldolgozásait adták elő. Ez a zenekar 1962–1963-ban működött. 1964–1967 között a Les Mistigris zenekarral turnézott a világ körül. 1967-ben súlyos autóbalesetet szenvedett, később a jellegzetes bajuszát az itt szerzett sebhely eltakarására növesztette.
1967–1970-ben az általa alapított Kaygısızlar (gondtalanok) zenekarral sok stúdiófelvétel jelent meg kislemezeken. 1970-ben a Barış Manço Ve... (Barış Manço és...) zenekarral vette fel az első slágerét. Ugyanekkor a Moğollar (mongolok) zenekarral is rögzített egy kislemezt, majd visszatért Törökországba, és a Kaygısızlarral felvettek egy nagylemezt. 1972-ben hozta létre a Kurtalan Ekspres együttest, amellyel aztán élete végéig zenélt.
1981-ben, Belgiumban született meg első gyermeke, Doğukan; 1984-ben pedig második fia, Batıkan Zorbey.
1988-tól 1998-ig a TRT 7'den 77'ye című gyermek- és családi programjának műsorvezetője volt, mely ötször nyerte el a Hürriyet magazin által alapított Arany Pillangó televíziós díjat a legjobb gyermekprogram kategóriában. 1999. február 1-jén szívrohamban halt meg.

## Diszkográfia

### Nagylemezek
- 1975 – 2023 (Yavuz Plak)
- 1976 – Baris Mancho (C.B.S. Disques)
- 1979 – Yeni Bir Gün (Yavuz ve Burç Plakçılık)
- 1980 – Disco Manço (Türküola)
- 1981 – Sözüm Meclisten Dışarı (Türküola)
- 1983 – Estağfurullah... Ne Haddimize! (Türkola)
- 1985 – 24 Ayar (Emre Plak)
- 1986 – Değmesin Yağlı Boya (Emre Plak)
- 1988 – 30. Sanat Yılı Ful Aksesuar Manço – Sahibinden İhtiyaçtan (Emre Plak)
- 1989 – Darısı Başınıza (Yavuz ve Burç Plakçılık)
- 1992 – Mega Manço (Emre Plak)
- 1995 – Müsaadenizle Çocuklar (Emre Plak)